# 권능의 전쟁
권능의 전쟁은《실마릴리온》에 언급되는 전쟁이다. 태초에 에아를 가꾸고자 현현한 아이누 중 멜코르, 나중에 모르고스로 불릴 존재에 맞서 다른 발라들이 선공을 가하면서 일어난다.

## 전쟁의 이유
본래 아이누는 일루바타르의 명령에 따르며 노래를 불렀으며, 일루바타르는 그 노래의 형체를 구현하여 아이누에게 보이며 에아에 속하여 그것을 가꿀 이를 보낸다. 순조롭게 가꾸어 요정과 인간이 나타나 가꾸어진 세상을 향유할 때를 기다리며 조화롭게 아르다가 형성되었으나, 멜코르는 그것을 파괴하고 일그러뜨린다. 결국 그러한 행위를 막고자 아르다 첫 전쟁이 일어나 발라들이 승리하며 잠시 평화를 맞이했다. 그러나 다시 세상을 훼손된 상태를 발견한 발라들은 그 행위를 일으킨 멜코르를 요정이 크게 피해를 보기 전에 제압하고자 전쟁을 일으켰고 이 전쟁이 바로 권능의 전쟁이다.

## 전쟁의 끝과 그 이후
다시 한 번 발라가 승리하고 오로메의 인도 하에 요정들은 발리노르로 대거 향한다. 이 당시 모든 요정은 퀜디로 불렸고 발리노르로 향하는 여정에 끝까지 혹은 일시적이라도 참여한 부류를 엘다르, 아예 거부한 부류는 아바리로 나뉘어 요정은 본격적으로 소설 속에서 등장한다.